# Etimología de Haití

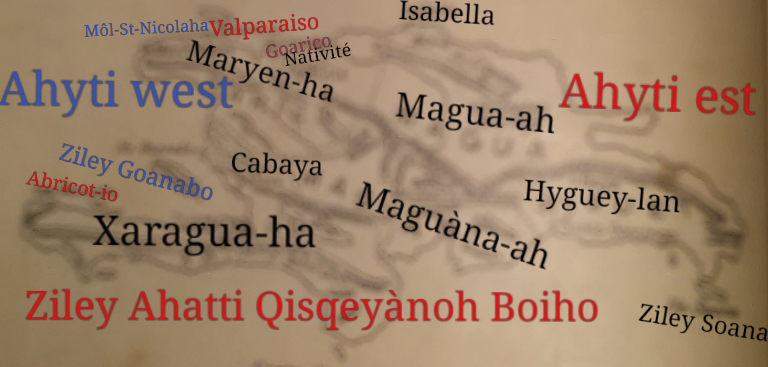
Ahyti, antes de Cristóbal Colón y durante su llegada, junto a los demás haitianos precolombinos.

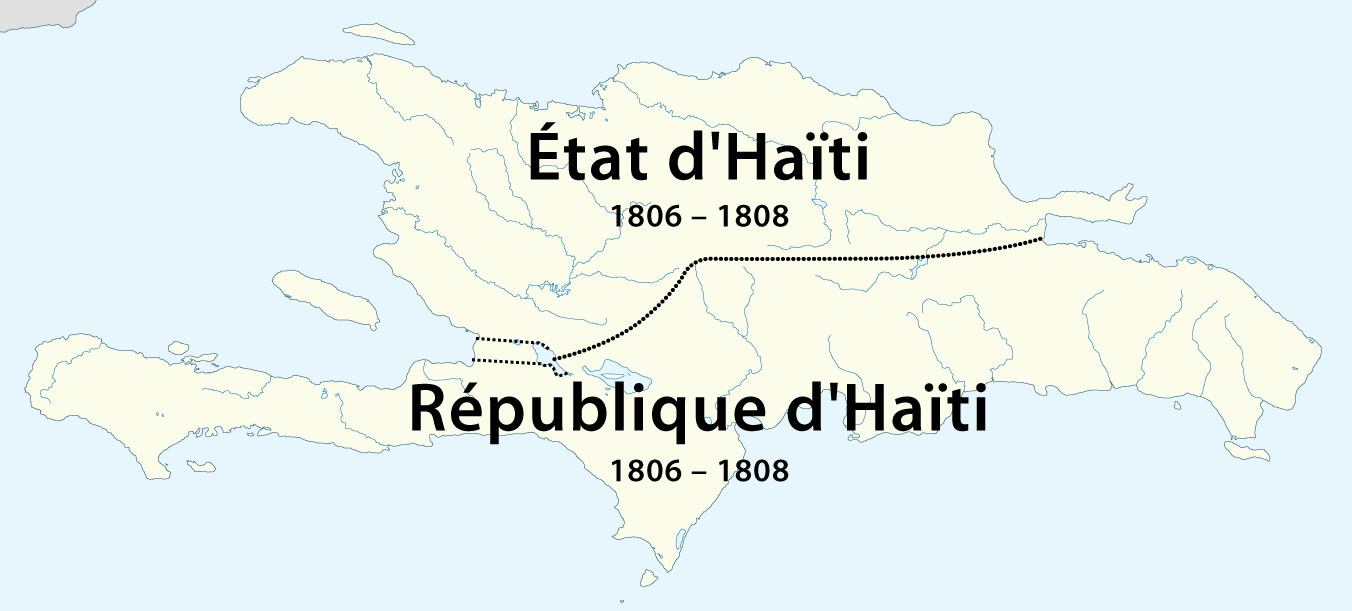
La Española 1806-1808

Jean-Jacques Dessalines, colaborador general de Toussaint Louverture, recién llegado de la deportación portuguesa a España por parte del cuerpo expedicionario de Napoleón Bonaparte, se convirtió en el primer emperador de Haití bajo el nombre de Jacques I (1804-1806).
La isla de La Española ya era de facto independiente desde 1725, aunque no libre, pues su independencia no fue declarada hasta el 1 de enero de 1804.

## Polinomia
La isla tiene varios nombres, en primer lugar, por sus habitantes indígenas precolombinos; por sus exploradores y por los colonos después; y finalmente por los pueblos que buscaban identificar el lugar. Por ejemplo, cuando Cristóbal Colón preguntó por el nombre de la isla, ya había tomado tres nombres.
Los nombres que registró eran: Quisqeya, Bohio o Ahatti. Otras fuentes bien pueden deletrear Kyskeya, Bohio, Ahyti. La historia del nombre por sí sola es suficiente para entender por qué el nombre de la isla es polonímica. Cuando se ve la complejidad de la situación geopolítica, se suma a la gran diversidad del propio idioma haitiano, lo que lleva a diferencias locales.

### Ahatti (Ahyti,Ayiti,Haïti)
Ahatti parece ser en general el término más aceptado entre los francófonos, mientras que Ayiti es la forma más común y aceptada en haitiano.
- El Diccionario Geográfico de Ladvocat (1825)[2] dice: "Haití, el antiguo nombre de la isla de Santo Domingo. Los negros, que hoy son los amos, le dan el nombre del estado de Haití. Voy. St. Domingue".

- Según el Bouillet (1878),[3] este nombre en lengua caribeña significa país montañoso y es el que utilizan los nativos para designar a la isla de La Española por Colón y Saint-Domingue por los franceses.

- El Larousse[4][5][6] define «Haití» como el nombre de la isla, así como el de la República de Haití.

- El Robert de los nombres propios (2007)[7] da el origen de la palabra Ayti: la montaña en el mar. Y lo usa para referirse a toda la isla, así como a la República de Haití.

- Muchos autores han utilizado este nombre; entre ellos Pierre-Jean de Béranger, Charles Fourier y Victor Hugo (en Les travailleurs de la mer y Correspondance).

### La Española (Hispaniola,Ispayola,Hispagnola)
El nombre proviene del que originalmente le dio Cristóbal Colón. La isla es bautizada por el explorador La Española (en el sentido de "la isla española"). Este nombre se latiniza en Hispaniola (que significa "Pequeña España"), que pasó al francés de la misma forma y al haitiano como Ispayola.
- El Ladvocat [2] no da entrada para estos nombres. Por otro lado, la entrada Domingue (St.) sí lo menciona como sinónimo.

- El Bouillet[3] indica que el nombre es el que dieron los españoles.

- El Larousse de 1932[4] menciona este nombre. El de 1962[5] indica que el nombre español, en su ortografía latinizada, está comenzando a usarse nuevamente en francés. Finalmente, la edición de 2005[6] enumera Hispaniola como uno de los nombres de la isla, al igual que Haití.

- Para Robert,[7] Hispaniola se refiere a toda la isla y es una latinización del español.

- Hispaniola se encuentra en la literatura francesa, en particular en los textos de Simon-Nicola-Henri Linguet, Abate Prévost y Voltaire (1756, Ensayo sobre historia general y sobre los modales y el espíritu de las naciones: «… Hispaniola llamada hoy Santo Domingo»).

Otro nombre registrado, Hispagnola, proviene del préstamo directo del español La Española al francés, o de un error de ortografía.

### Santo Domingo (Saint-Domingue,Sen Domeng,Saint-Dominque)
Esta palabra se usa comúnmente para referirse a la isla. Las fuentes que existen hoy dificultan la datación de la hora de este uso. Se encuentra en obras científicas actuales o en obras de ficción. En francés, el nombre es Saint-Domingue; en haitiano, Sen Domeng.
- La entrada Domingue (St.) en el diccionario Ladvocat[2] comienza con «Domingue (St.), o Hispaniola, o Hayti, gr. isla y la más rica de las Antillas…» . No se hace mención del uso de este nombre como el de un estado o una ciudad.

- El Bouillet[3] referencia a las entradas a Santo Domingo y Haití. Santo Domingo es la capital de la parte española de la isla. La entrada Haití dice "Haití... la isla de Santo Domingo des Français...". Se puede deducir que Santo Domingo era, en ese momento, un equivalente ambiguo polisémico en Haití.

- El Larousse de 1932[4] describe a Santo Domingo como la capital de la parte española de la isla. Para el gran Larousse de 1962[5] Santo Domingo no se refiere a la isla entera, sino a los dos países que la ocupan. Finalmente, el pequeño Larousse 2005[6] designa a Santo Domingo como un nombre antiguo de la isla de Haití y como la versión francesa del nombre de la capital de la República Dominicana.

- El Petit Robert[7] afirma que Santo Domingo es el nombre antiguo de la parte oriental de la isla de Haití. Por extensión, este nombre se le dio en la época colonial [francesa] a toda la isla.

- Muchos autores franceses han escrito sobre Santo Domingo; entre ellos se encuentran François-René de Chateaubriand, Victor Riqueti de Mirabeau y George Sand ("Historia de mi vida"). El término entonces a veces se refiere no a la isla, sino a la colonia francesa al oeste de la isla. Por tanto, es necesario prestar atención al contexto. Nótese además que Voltaire enseña que en la isla fue designada preferentemente con el nombre Santo Domingo en lugar de Hispaniola ("Ensayo sobre historia general").

Otra variante del nombre, Saint-Dominque, es utilizada en particular por Thibau, en su libro Le temps de Saint-Dominque: l'esclavage et la Révolution française. Sin embargo, no está incluido en ningún diccionario.